# Rhaphiodon vulpinus
Rhaphiodon vulpinus és una espècie de peix de la família dels cinodòntids i de l'ordre dels caraciformes.

## Morfologia
- Els mascles poden assolir 80 cm de longitud total[1] i 2.100 g de pes.[2][3]

## Hàbitat
És un peix d'aigua dolça i de clima tropical.

## Distribució geogràfica
Es troba a Sud-amèrica: conques dels rius Amazones, Orinoco i Paranà (rius Paranà, Paraguai i Uruguai), i rius de la Guaiana.